# Leutnant Bertram
Leutnant Bertram ist ein 1944 entstandener Roman des deutschen Schriftstellers Bodo Uhse. Der erste Teil spielt 1935 bis 1936 in Deutschland und beschreibt die Gesellschaft und Mentalität, insbesondere im Offizierskorps der Luftwaffe. Der zweite Teil spielt größtenteils im Spanischen Bürgerkrieg im Zeitraum 1936 bis 1937.

## Inhalt

### Teil 1: Angriff auf Wyst
Leutnant Bertram ist als Offizier der deutschen Luftwaffe an der pommerschen Ostseeküste stationiert. Er hat eine Affäre mit Marianne, der Frau seines Vorgesetzten Major Jost. Bei einem Manöver stürzt ein Flugzeug ab. 4 Männer kommen ums Leben, darunter Kress, mit dem Hauptmann Harteneck ein Verhältnis hat, und Sander, der Verlobte von Hilde. Von der der Küste vorgelagerten Insel Wyst werden die dort lebenden Fischerfamilien vertrieben, um daselbst eine Flugzeugbasis einzurichten und Bombenabwürfe zu üben. Der Fischer Christensen weigert sich, die Insel zu verlassen. Er leistet bewaffneten Widerstand und wird von Bertram getötet. Der Kommunist Hein Sommerwand war früher der Lebensgefährte von Marianne, bevor er untertauchen musste. Seit seiner Freilassung aus dem KZ misstrauen ihm die anderen illegal tätigen KP-Mitglieder. Georg soll seine Zuverlässigkeit überprüfen. Hans lässt sich als Arbeiter für den Bau des Flugplatzes auf Wyst einsetzen, um Informationen zu sammeln und unter den Soldaten Zersetzungsarbeit zu leisten. Er freundet sich mit dem Gefreiten Kowalski an. Kowalski wird von der Gestapo verhaftet. Marianne ist von Bertram schwanger. Sie offenbart sich Hans. Marianne erzählt ihrer Freundin, der Grafentochter Erika, dass sie schwanger ist. Erika berichtet daraufhin, dass sie selbst eine illegale Abtreibung hinter sich hat. Dieses Gespräch wird von Harteneck belauscht. Marianne will das Kind und teilt ihrem Mann mit, dass sie ein Kind erwartet. Zwischen Jost und Marianne kommt es zu Spannungen, da Jost keine Kinder will und (zu Recht) an Mariannes ehelicher Treue zweifelt. Anfangs glaubt er, Marianne habe ihn mit Bertram, später, sie habe ihn mit Hein betrogen. Zudem vermutet er in Hein den Ursprung der Zersetzungsarbeit auf Wyst. Er denunziert ihn bei der Gestapo. Marianne versucht, Hein zu warnen, erleidet aber aufgrund der Aufregung und körperlichen Überlastung eine Fehlgeburt. Als Jost ins Krankenhaus kommt, trifft er auf den alten Kunze, der den Kontakt zwischen Georg und Hein hergestellt hat und aufgrund von Josts Denunziation von der Gestapo zusammengeschlagen und dabei tödlich verletzt wurde und auf den Tod wartet, ohne jemanden zu verraten. Kurz darauf stirbt auch Marianne. Hein und Georg entkommen nach Paris.

### Teil 2: Auf fremder Erde
Leutnant Bertram geht als Offizier der Legion Condor nach Spanien und nimmt an der Bombardierung Madrids teil. Sowjetische Flieger fügen den deutschen Verbänden große Verluste zu. Bertram rettet bei einem Einsatz dem spanischen Flieger Cisnero das Leben. Cisnero sympathisiert mit der Republik und dient in Francos Luftwaffe, um sein Leben zu retten. Seine Frau und zwei Töchter leben in Madrid, der Stadt, die er bombardiert. Cisneros Frau und die ältere Tochter kommen bei den Bombenangriffen um. Währenddessen will Jost Harteneck aufgrund seiner Homosexualität vernichten. Um diesem Unglück zu entgehen, erpresst Harteneck die Grafentochter Erika mit dem Wissen um ihre Abtreibung, sich mit ihm zu verloben, um dem Verdacht der Homosexualität zu entkommen und in die bessere Gesellschaft aufzusteigen. Harteneck lässt sich nach Spanien versetzen. In Spanien kämpfen auch Hein Sommerwand und Georg. Als Offiziere der Internationalen Brigaden verteidigen sie Madrid. Später kämpfen sie um Guadalajara. In einem Lazarett begegnet Hein Hilde Kowalski, der Schwester des Gefreiten von der Insel Wyst. Ihr Mann Albert stirbt in dem Lazarett. Später besucht Hein Hilde in Madrid. Gemeinsam adoptieren sie ein elternloses Mädchen, das, wie sich später herausstellt, die Tochter Cisneros ist. Dr. Kersten, der ehemalige Arzt aus der pommerschen Küstenstadt, dient ebenfalls in den Internationalen Brigaden. Er erzählt Hein vom Tod Kunzes und Mariannes und verdächtigt Hilde der Spionage. Sie wird verhaftet und gesteht, für das Deutsche Reich zu spionieren. Zur Spionage wird sie dadurch erpresst, dass man ihr droht, das Kind, das sie gemeinsam mit dem verunglückten Sander hat, zu töten. Bertram ist schockiert von der menschenverachtenden Kriegsführung der verbündeten faschistischen Armeen. Cisnero wird von seinen Kameraden in Gegenwart von Bertram, Harteneck und anderen deutschen Offizieren erschossen, weil er brieflichen Kontakt zu seiner Familie gesucht hat. Harteneck befiehlt, Guernica zu zerstören. Als Bertrams Flugzeug schwer beschädigt wird und er notlanden muss, schießt Harteneck auf ihn, weil es verboten ist, im Feindesland zu landen. Bertram überlebt, und der Sturz wird für ihn ein „Sturz aus der Lüge in die Wahrheit“. Er distanziert sich vom Faschismus.

## Ausgaben
Die erste Ausgabe des Werks erschien – in deutscher Sprache – 1943 in Mexiko bei Editorial El Libro Libre. Die nächste Ausgabe erschien 1944 in englischer Sprache unter dem Titel Lieutenant Bertram bei Simon & Schuster in New York. 1946 folgte eine französischsprachige Übersetzung bei Éditions du Bateau Ivre, Paris, 1951 eine polnischsprachige, 1954 eine erste in Tschechisch und 1987 eine in russischer Sprache. Die letzte deutschsprachige Ausgabe erschien 1974 im Aufbau-Verlag, Berlin.